# Hiller X-18
Hiller X-18 je bil eksperimentalni VSTOL zrakoplov z nagibnim krilom. Vsak motor je imel dva trikraka kontrarotirajoča propelerja. Turbopropelerska motorja nista bila povezana z gredjo, kar bi v primeru izgube motorja vodilo v strmoglavljenje.
Zgradili so samo en prototip Prvi let je bil 24. novembra 1959, v letalski bazi Edwards so izvedli okrog 20 letov. Izkušnje so pozneje uporabili na XC-142A.

## Specifikacije (X-18)
Splošne značilnosti
- Posadka: 2-3
- Dolžina: 63 ft 0 in (19,2 m)
- Razpon kril: 47 ft 11 in (14,6 m)
- Višina: 24 ft 7 in (7,5 m)
- Teža praznega letala: 26.786 lb (12.150 kg)
- Maks. vzletna teža: 33.000 lb (14.969 kg)
- Pogon letala: 2 × Allison T40-A-14 turboprop, 5.500 hp (4.100 kW)  vsak
- Pogon letala: 1 × Westinghouse J34 turboreaktivni motor, 3.400 lbf (15 kN) potisk motorjev
- Propelerji: št. lopatic: 6 Aeroproducts, 14 ft (4,3 m) premer contra-rotating propellers

Zmogljivost
- Maks. hitrost: 253 mph (407 km/h; 220 kn)
- Višina leta (servisna): 35.300 ft (10.759 m)